# Várhelyi Dénes
Várhelyi Dénes (Ózd, 1960. december 29. –) magyar színész, rendező.

## Életpályája
Ózdon született, 1960. december 29-én. Színészi diplomáját 1985-ben szerezte, a Színház- és Filmművészeti Főiskolán, Békés András osztályában. Pályáját a Veszprémi Petőfi Színházban kezdte 1985–1987 között. 1987–1988 között a Miskolci Nemzeti Színházban játszott. 1988–1990 között egy évadot töltött Egerben a Gárdonyi Géza Színházban. 1990–1991 között a zalaegerszegi Hevesi Sándor Színház tagja volt. 1991–1993 között a nyíregyházi Móricz Zsigmond Színház tagja volt. 1993–1997 között szabadfoglalkozású színészként dolgozott. 1997-tól ismét az egri Gárdonyi Géza Színház művésze.
Felesége Dimanopulu Afrodité színésznő. Rendezéssel is foglalkozik.

## Fontosabb színházi szerepei
- Déry Tibor – Pós Sándor – Presser Gábor – Adamis Anna: Képzelt riport egy amerikai popfesztiválról... Manuel
- Friedrich Schiller: Haramiák... Rozmann
- Carlo Goldoni: A hazug... Ottavio
- Carlo Goldoni: Két úr szolgája... Pantalone
- Tamási Áron: Tündöklő Jeromos... Elek; Ákos
- Tamási Áron: Ördögöló Józsiás... Dudaró
- Mary Chase: Barátom, Harvey... dr. Lyman Sanderson
- Agatha Christie: A vád tanúja... John Mayhew
- Arthur Miller: A salemi boszorkányok... Hawthorne
- Jerry Bock: Hegedűs a háztetőn... Fegyka
- William Shakespeare: Rómeó és Júlia... Benvolio; Escalus, Verona hercege; János barát, franciskánus
- William Shakespeare: Hamlet... I. sírásó; Vándorszínész
- Bertolt Brecht – Kurt Weill: Koldusopera... Tigris Brown
- Nyikolaj Vasziljevics Gogol: A revizor... Spekin
- Dés László – Geszti Péter – Békés Pál: A dzsungel könyve... Akela
- Heltai Jenő: A néma levente... Mátyás, magyarok királya
- Márai Sándor: Kaland... Dr. Szekeres, orvos
- Arthur Miller: Az ügynök halála... Stanley
- Henrik Ibsen: Kísértetek... Engstrand, asztalos
- Henrik Ibsen: A vadkacsa... Relling, orvos
- Johann Wolfgang von Goethe: Faust... Polgár; Gabriel; Hagyma
- Lehár Ferenc: Luxemburg grófja... Hotelportárs
- Peter Shaffer: Equus... Frank Strang, Alan apja
- Márton László: A nagyratörő... Ungnád Dávid, császári küldött
- Márton László: Az állhatatlan... Ungnád Dávid, császári küldött
- Márton László: A törött nádszál... Ungnád Dávid, császári küldött
- Eisemann Mihály – Somogyi Gyula - Zágon István: Fekete Péter... Benetti báró
- Eisemann Mihály: Egy csók és más semmi... Vrabec
- Raymond Chandler: Elkéstél, Terry!... Sewell Endicott
- Szakcsi Lakatos Béla – Csemer Géza: Cigánykerék... Tax, nyomozó hadnagy
- Fábri Péter – Kertész Lilly: Látogatók... Kápó; Szelektáló; 2. Férfi; 2. Csendőr; Géza bácsi; 2. Wermacht katona; Józsi bácsi
- Moravetz Levente – Balásy Szabolcs – Horváth Krisztián: A fejedelem... Tamás
- Moravetz Levente – Balásy Szabolcs – Horváth Krisztián: Zrínyi 1566... Kecskés György (hadnagy)
- Fazekas Mihály – Schwajda György – Éry-Kovács András: Ludas Mátyás... Ispán-Goló
- Háy Gyula: Mohács... Bakics vajda
- Balogh Elemér – Kerényi Imre – Rossa László: Csíksomlyói passió... Deus pater
- Howard Lindsay – Russel Crouse – Richard Rodgers – Oscar Hammerstein: A muzsika hangja... Herr Zeller
- George Bernard Shaw: Szent Johanna... Robert de Baudricourt, Vaucouleurs várkapitánya
- Csiky Gergely: Buborékok... Gombos, ügyvéd
- Csiky Gergely: A nagymama... Örkényi Vilmos báró, nyugalmazott ezredes
- Kocsis István: A fény éjszakája... Széchenyi István
- Gárdonyi Géza: Annuska... Jegyző; Nagyistván Péter, földbirtokos
- Friedrich Dürrenmatt: Az öreg hölgy látogatása... Rendőr
- Friedrich Dürrenmatt: Fizikusok... Uwe Sievers, Főápoló
- Molnár Ferenc: Liliom... Kapitány, I. detektív
- Móricz Zsigmond – Kocsák Tibor – Miklós Tibor: Légy jó mindhalálig... Török bácsi
- Görgey Gábor: Görgey... Széchenyi István
- Heinrich Böll – Bereményi Géza: Katharina Blum elveszett tisztessége... Hoteltulajdonos, Kommandóparancsnok
- Hans Christian Andersen – Szőke Andrea – Lukács István: A Hókirálynő... Valdemar, a haramia
- Gál Elemér: Héthavas gyermekei... Odor, öreg toronyőr
- Rákos Péter – Bornai Tibor: Mumus... Október (mumus)
- Páskándi Géza: Vendégség... Dávid Ferenc veje
- Reginald Rose: Tizenkét dühös ember... 10. számú esküdt
- Neil Simon: Pletykák... Ben Welch, rendőr
- Jókai Mór: A kőszívű ember fiai... Betyár
- Mikszáth Kálmán: Szent Péter esernyője... Mikszáth Kálmán (mesélő)
- E. T. A. Hoffmann: Diótörő... Fehér egér ((fehér))
- Katona József: Bánk bán... Tiborc
- Fekete Sándor: Lenkey tábornok - a tizenegyedik aradi vértanú... Lenkey János, honvédtábornok
- Farkas Ferenc: Csínom Palkó... Rézangyal, szegénylegény
- Örkény István: Kulcskeresők... Benedek
- Fényes Szabolcs – Békeffi István: Rigó Jancsi... Chermay
- Csukás István – Bergendy István: Süsü, a sárkány... Trunkó
- Grimm fivérek – Szőke Andrea: Rigócsőr királyfi... Optimó király, Karakán apja

## Filmek, tv
- Kincsem (2017)

## Rendezéseiből
- Ostromjátékok (Eger)
- Nino D’Introna – Giacomo Ravicchio: Robinson és Crusoe